# Jan van den Heuvel (orgelbouwer)

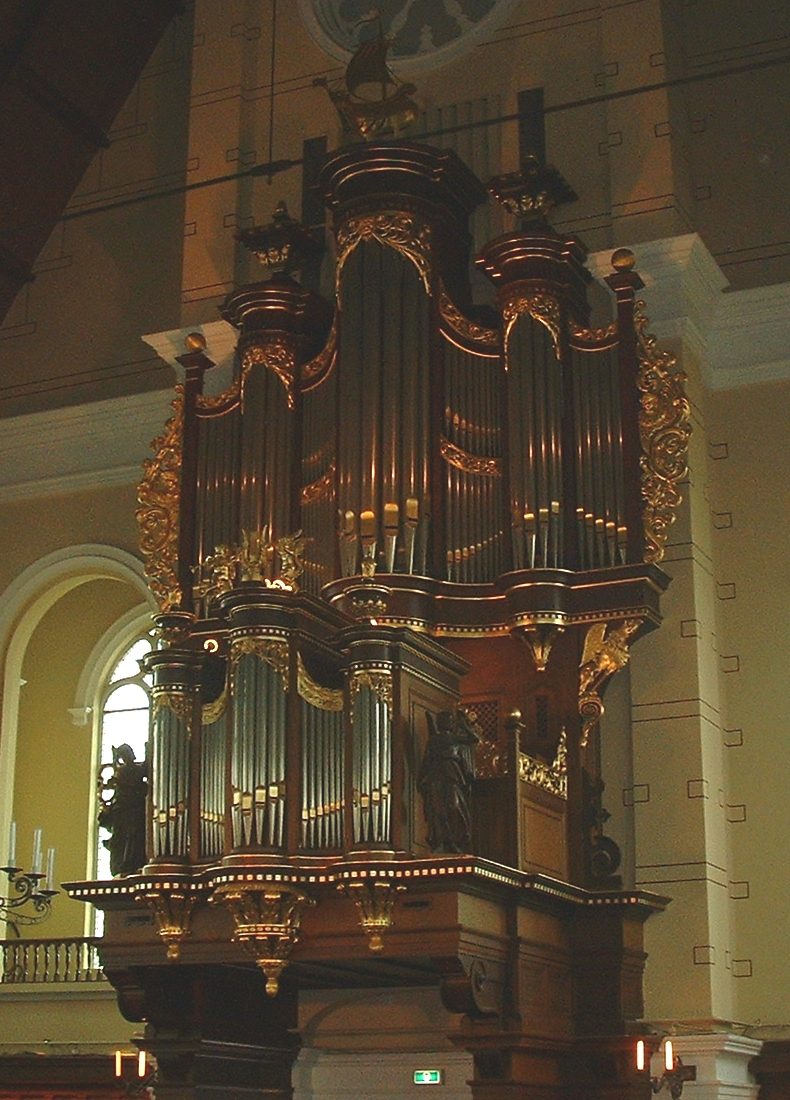
Het orgel in de Nieuwe Kerk in Katwijk aan Zee (1983)

Jan L. van den Heuvel (5 november 1946) is een Nederlandse orgelbouwer, gevestigd te Dordrecht.

## Carrière
Van den Heuvel had van jongs af aan affiniteit met symfonische orgelmuziek. Toen hij zestien jaar oud was ging hij bij orgelmaker Flentrop in Zaandam werken. Zijn eerste orgel te Ridderkerk, het 32-stemmige Singelkerkorgel, maakte hij toen hij 20 jaar was. Hij had het orgel gebouwd in de schilderswerkplaats van zijn vader. Hij kreeg zoveel positieve reacties dat hij een drieklaviers orgel ging bouwen met een rijk geprofileerde orgelkas. Na deze opdracht was een uitbreiding van de werkplaats nodig.
Van den Heuvel besteedde veel aandacht aan een zangrijke intonatie. Hij kreeg veel opdrachten voor de bouw van nieuwe orgels en restauratie van oude orgels. In 1975 bouwde hij een orgel met 33 stemmen voor de Sint Lambertuskerk in Strijen. Hij ontving een opdracht om weer twee orgels te bouwen in die plaats. Zijn werkplaats was een bedrijf geworden en in 1975 trad zijn broer Peter A. van den Heuvel toe tot het bedrijf. Jan leidde hem op en Peter bouwde een jaar later zijn eerste orgel.
Jan en Peter waren gefascineerd door de 19e-eeuwse orgelbouwkunst. Ze ontmoetten de Franse organisten Michelle Leclerc en Daniel Roth en besloten de orgels van de Franse orgelbouwer Aristide Cavaillé-Coll te analyseren en te bestuderen, zoals die van de Saint-Sulpice, de Notre-Dame en de Sacré-Cœur in Parijs, maar ook kleinere orgels. Hun onderzoek werd in de ateliers voortgezet met een studie van verhoudingen in klankvorming en technische constructies.
Het orgel in de Nieuwe Kerk te Katwijk aan Zee werd een bijzonder orgel met vier manualen, 80 stemmen en 5 168 pijpen. In 1983 opende Daniel Roth de presentatieconcertserie. In 1985 kreeg Van den Heuvel een opdracht om het grootste orgel van Parijs te bouwen, voor de Saint-Eustache.

## Orgels (selectie)
| Kerk of opdrachtgever       |  | Aantal stemmen | Aantal pijpen | Jaar       | Plaats                   | Land             | Bijzonderheden                                                          |
| --------------------------- |  | -------------- | ------------- | ---------- | ------------------------ | ---------------- | ----------------------------------------------------------------------- |
| Singelkerk                  |  | 32IIIP         | 2200          | 1972       | Ridderkerk               | Nederland        | Het eerste geheel nieuwe orgel dat Jan L. van den Heuvel heeft gebouwd. |
| Sint-Lambertuskerk          |  | 33IIP          | -             | 1975       | Strijen                  | Nederland        |                                                                         |
| Bethelkerk                  |  | 34IIP          | -             | 1980       | Ridderkerk               |                  |                                                                         |
| Oud Gereformeerde Gemeenten |  | 21IIP          | -             | 1981       | Hendrik-Ido-Ambacht      | Nederland        |                                                                         |
| Nieuwe Kerk (Katwijk)       |  | 80IVP          | 5.168         | 1983       | Katwijk aan Zee          | Nederland        | Het op twee na grootste orgel van Nederland                             |
| Gereformeerde Gemeente      |  | 42IIIP         | -             | 1984       | Yerseke                  | Nederland        |                                                                         |
| Martinikerk                 |  | 8IP            | -             | 1986       | Sneek                    | Nederland        |                                                                         |
| Gereformeerde Gemeente      |  | 10IIP          | -             | 1986       | Ouddorp                  | Nederland        |                                                                         |
| Saint-Eustache              |  | 101VP          | 8000          | 1989       | Parijs                   | Frankrijk        | Het grootste orgel van Frankrijk                                        |
| Victoria Hall               |  | 71IVP          | -             | 1992       | Genève                   | Zwitserland      |                                                                         |
| Royal Academy of Music      |  | 24IIP          | -             | 1993       | Londen                   | Engeland         |                                                                         |
| Holy Apostles Church        |  | 32IIIP         | -             | 1994       | New York                 | Verenigde Staten |                                                                         |
| Andreaskerk                 |  | 25IIP          | -             | 1995       | Katwijk aan Zee          | Nederland        |                                                                         |
| K.Musikhögskolan            |  | 25IIIP         | -             | 1995       | Stockholm                | Zweden           |                                                                         |
| St.Franziskus Kirche        |  | 51IIIP         | -             | 1997       | München                  | Duitsland        |                                                                         |
| Maranatha Kerk              |  | 25IIIP         | -             | 1995/1998  | Rotterdam                | Nederland        |                                                                         |
| Katarina Kerk               |  | 62IIIP         | -             | 2000       | Stockholm                | Zweden           |                                                                         |
| Van Oosten                  |  | 16IIIP         | -             | 2000       | Amsterdam                | Nederland        | Huisorgel                                                               |
| Castle Creek                |  | 4Ip            | -             | 1980/2000  | Belleville               | Texas            |                                                                         |
| Gereformeerde Gemeente      |  | 16IIP          | 1100          | 1989/2000  | Leerdam                  | Nederland        |                                                                         |
| Gereformeerde Gemeente      |  | 29IIp / 40IIIp | -             | 2001/ 2016 | Opheusden                | Nederland        |                                                                         |
| Mänttä                      |  | 30IIIP         | -             | 2003       | Mänttä                   | Finland          |                                                                         |
| Breda-Princehage            |  | 12IIP          | -             | 2003       | Breda-Princehage         | Nederland        |                                                                         |
| DR-BYEN                     |  | 91IVP          | 6.000         | 2006       | Kopenhagen               | Denemarken       |                                                                         |
| Hersteld Hervormde Kerk     |  | 37IIIP         | -             | 2017       | Ouderkerk aan den IJssel | Nederland        |                                                                         |
| Hersteld Hervormde Kerk     |  | 46IIIP         | -             | 2019       | Lunteren                 | Nederland        |                                                                         |

## Galerij

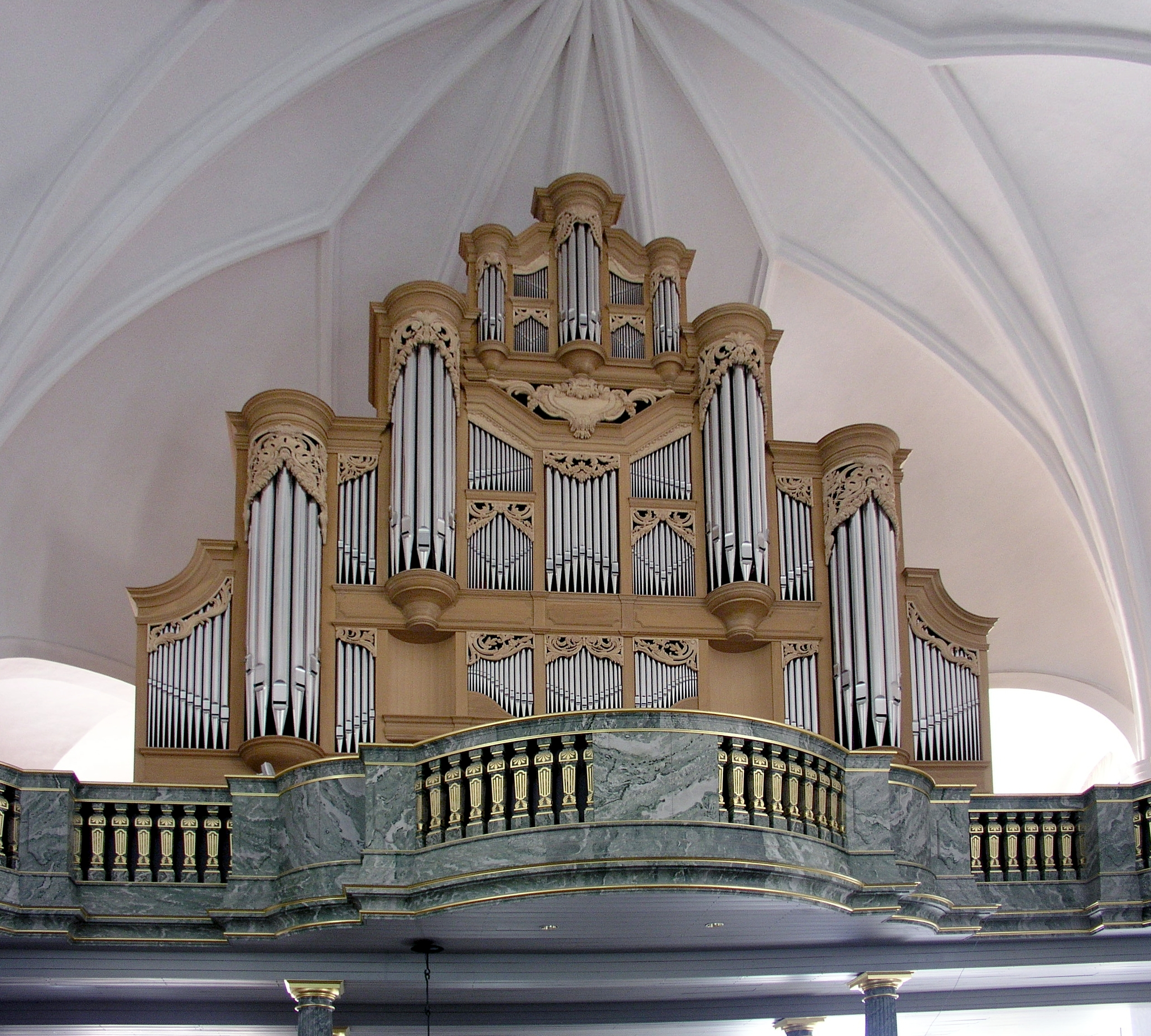
Het orgel van de Katarina kyrka in Stockholm
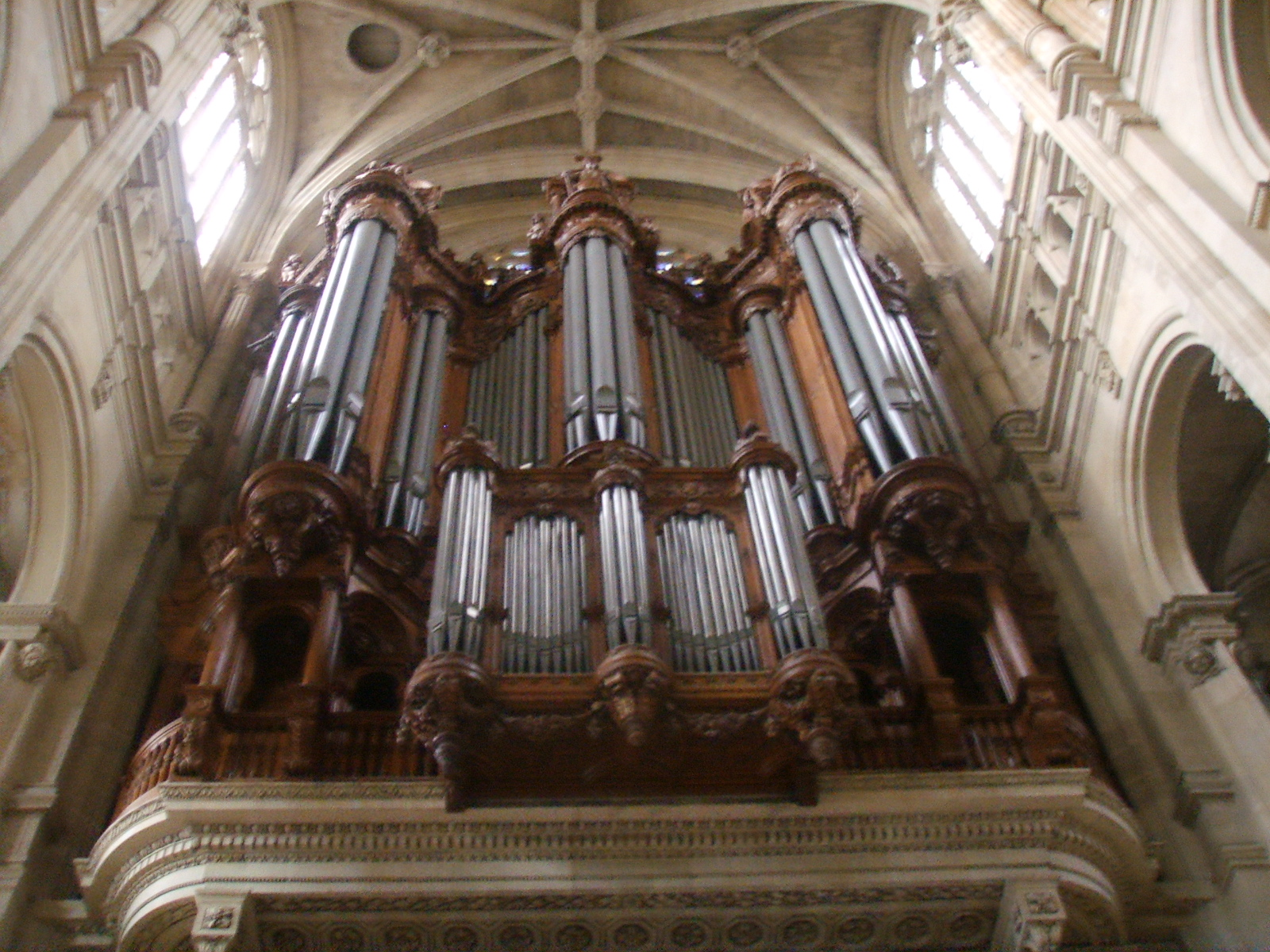
Het orgel in de Saint Eustache in Parijs
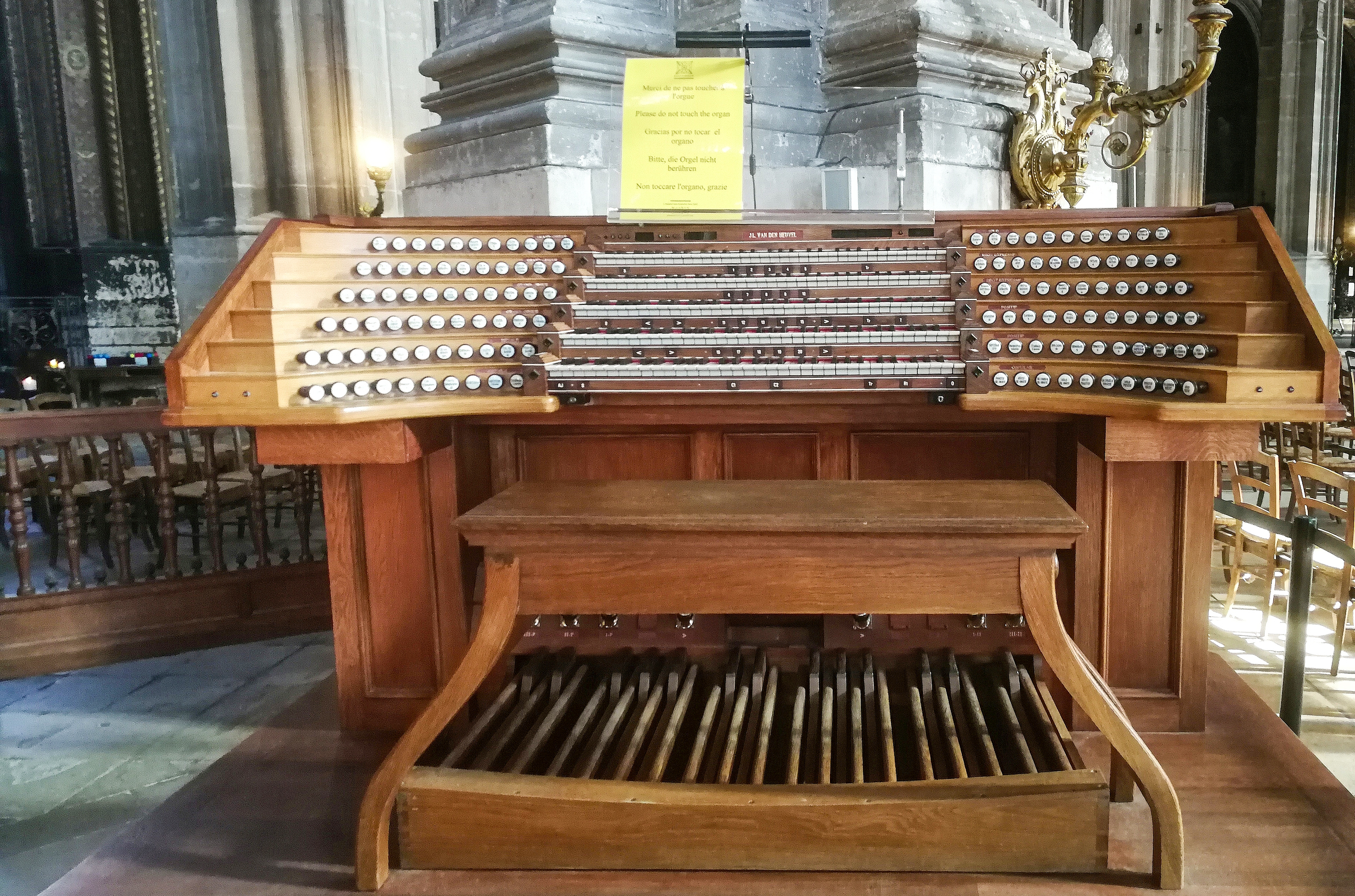
Manuaal in de Saint Eustache

Adema · Gebroeders Van der Aa · Jacobus Armbrost · Bakker & Timmenga · Johann Bätz · Jonathan Bätz · Joseph Binvignat · Sander Booij · Martin Butter · Van Dam · Matthijs van Deventer · Geert Pieters Dik · Johannes Duyschot · Roelof Barentszn Duyschot · Bernhardt Edskes · Marten Eertman · Gerardus Elberink · Elbertse · Antoon van Elen · Flentrop · Dirk Flentrop · Heinrich Hermann Freytag · Rudolf Garrels · Justus Geerkens · Pieter Geerkens · Gradussen · Albertus van Gruisen · Willem van Gruisen · Nicolaas van Hagen · Willem Hardorff · Hendrik Hermanus Hess · Jan van den Heuvel · Jan Adolf Hillebrand · Albertus Antoni Hinsz · Bernard Petrus van Hirtum · Nicolaas van Hirtum · Cornelis Hoornbeek · Klop Orgels & Klavecimbels · Hermanus Knipscheer · Johan Frederik Kruse · Ernst Leeflang · Lohman · Jan van Loo · Michaël Maarschalkerweerd · Pieter Maarschalkerweerd · Abraham Meere · Roelf Meijer · Michaël Mercator · Carl Friedrich August Naber · Familie Niehoff · Cornelis van Oeckelen · Petrus van Oeckelen · Detlef Onderhorst · Pels & Van Leeuwen · Pereboom & Leijser · Elbert Pluer · Radersma · Joachim Reichner  · Reil · Cornelis Rogier · Mense Ruiter · Conradus Ruprecht II · Hans Wolff Schonat · Franciscus Cornelius Smits · Frans Casper Snitger · Johannes Stephanus Strümphler · Johannes Wilhelmus Timpe · Valckx & Van Kouteren · Kam & Van der Meulen · Henk Veeningen · Matthijs Verhofstadt · Vermeulen · Verschueren · Johannes Vollebregt · Jacobus Vollebregt · Van Vulpen · Christian Gottlieb Friedrich Witte · Johan Frederik Witte · Lodewijk Ypma · Jacobus Zeemans
Zuid-Nederlands orgelbouwer (voor 1830)